# Gordon Jenkins
Gordon Hill Jenkins (Webster Groves, 12 de mayo de 1910 - Los Ángeles, 1 de mayo de 1984) fue un arreglista musical estadounidense de gran influencia en la música popular a lo largo de las décadas de los cuarenta y cincuenta del siglo XX, especialmente recordado por sus brillantes arreglos para los instrumentos de cuerda. Jenkins trabajó con artistas como las Andrews Sisters, Frank Sinatra, Louis Armstrong, Judy Garland, Nat King Cole y Ella Fitzgerald.

## Biografía
Jenkins nació en Webster Groves, Misuri. Comenzó su carrera haciendo arreglos para una emisora de radio de San Luis. Fue luego contratado por Isham Jones, director de una orquesta de baile conocida por su sonido unitario, y esto le dio a Jenkins la oportunidad de desarrollar sus cualidades en el aspecto melódico. También dirigió The Show Is On en Broadway.
Tras disolverse en 1936 la orquesta de Jones, Jenkins trabajó de forma independiente como arreglista y compositor, colaborando con Isham Jones, Paul Whiteman, Benny Goodman, Andre Kostelanetz, Lennie Hayton y otros. En 1938, Jenkins se trasladó a Hollywood y trabajó para la Paramount Pictures y la NBC, y luego volvió a ser el arreglista de Dick Haymes durante cuatro años. En 1944, Jenkins obtuvo un gran éxito con la canción San Fernando Valley.
En 1945, Jenkins firmó con Decca Records. En 1947, consiguió su primer tema con ventas superiores al millón de ejemplares, con Maybe You'll Be There, interpretado por Charles LaVere y en 1949 tuvo un importante éxito con el tema My Foolish Heart para la película de Victor Young, que también fue éxito para Billy Eckstine. Al mismo tiempo, hacía arreglos y dirigía la orquesta habitualmente para distintos artistas de Decca como Dick Haymes (Little White Lies, 1947), Ella Fitzgerald (Happy Talk, 1949, Black Coffee, 1949, Baby, 1954), Patty Andrews de los Andrews Sisters (I Can Dream, Can't I, 1949) y Louis Armstrong (Blueberry Hill, 1949 y When It's Sleepy Time Down South, 1951). Fue el músico de la película Bwana Devil (1952).
En las notas que acompañan a la reedición de 2001 hecha por Verve Records de uno de los discos de Jenkins con Armstrong, Satchmo In Style, se citan una palabras del antiguo A & R Director de Decca, Milt Gabler, en las que dice que Jenkins en un determinado momento dio un discurso acerca de cuánto quería a Louis y de cómo éste era el momento más grande de su vida. Y que entonces gritó.